# Kamjanske (Zakarpatská oblast)
Kamjanske (ukrajinsky Кам'янське, maďarsky Beregkövesd) je obec v okrese Berehovo v Zakarpatské oblasti Ukrajiny. Česky a slovensky se obec dříve nazývala Kivjažd (ukrajinsky Кив'яждь). V roce 2025 žilo v Kamjanskem 1 482 obyvatel, v celé obci pak 3110 obyvatel.
V Kamjanskem je od roku 2019 sídlo jednotného územního společenství (ukrajinsky Кам'янська сільська громада), do kterého patří Kamjanske a tyto další sídla:
| Přepis do latinky | Název obce v cyrilici |
| Ardanovo          | Арданово              |
| Boharevycja       | Богаревиця            |
| Volovycja         | Воловиця              |
| Dunkovycja        | Дунковиця             |
| Midjanycja        | Мідяниця              |
| Silce             | Сільце                |
| Chmilnyk          | Хмільник              |

Toto územní společenství má rozlohu 72,5 km2;  v roce 2020 v něm žilo 9 436 obyvatel.

## Části obce
- Kamjanske
- Boharevycja
- Volovycja
- Chmilnyk

## Historie
První písemná zmínka o této obci pochází z roku 1412. Do uzavření Trianonské smlouvy byla obec součástí Uherska, poté pod názvem Kivjažd součástí Československa. Od roku 1945 byla obec součástí Ukrajinské sovětské socialistické republiky, která byla součástí SSSR. Od roku 1991 je obec součástí nezávislé Ukrajiny.

## Doprava
Obcí prochází úzkokolejná Boržavská hospodářská dráha.